# Dzitryki (sielsowiet Tarnowszczyzna)
Dzitryki (biał. Дзітрыкі, Dzitryki; ros. Дитрики, Ditriki) – wieś na Białorusi, w obwodzie grodzieńskim, w rejonie lidzkim, w sielsowiecie Tarnowszczyzna.

## Historia
Nazwa wsi pochodzi od przepływającej przez wieś rzeki Dzitwy. Historia osadnictwa na tych terenach sięga czasów średniowiecznych, w pobliskich Jeremiczach znaleziono kamienne topory i narzędzia rolnicze pochodzące z epoki brązu. W pobliżu położonego po drugiej stronie Dzitwy Olżewa znajduje się pochodzące z drugiej połowy pierwszego tysiąclecia naszej ery grodzisko, nazywane Szwedzką Górą. Natomiast w Luborze znajduje się kurhan.
Wieś szlachecka  położona była w końcu XVIII wieku w powiecie lidzkim województwa wileńskiego.
W pierwszej połowie XIX wieku majątek należał do Edwarda Mokrzeckiego, a następnie przeszedł na jego syna Aleksandra. W 1834 we wsi mieszkało 61 dorosłych mężczyzn. W pierwszych latach XX wieku wieś należała do parafii w Lidzie i liczyła 243 mieszkańców posiadających 231 hektarów ziemi. We dworze Mokrzyckich mieszkało 28 osób, do folwarku należało 300 hektarów. W dwudziestoleciu międzywojennym Dzitryki znajdowały się w granicach Rzeczypospolitej Polskiej, w województwie nowogródzkim, w powiecie lidzkim, w gminie Tarnowo/Białohruda. W 1921 miejscowość liczyła 211 mieszkańców, zamieszkałych w 36 budynkach, w tym 206 Polaków i 5 Białorusinów. 205 mieszkańców było wyznania rzymskokatolickiego i 6 prawosławnego.
Po wkroczeniu do Dzitryków Armii Czerwonej dwór został splądrowany, a następnie umieszczono w nim szkołę podstawową. Po II wojnie światowej w granicach Związku Sowieckiego. Od 1991 w niepodległej Białorusi.

## Ludzie związani z miejscowością
W Dzitrykach urodzili się:
- Karol Korycki (1702-1789) – filozof, jezuita;
- Michał Korycki (1714-1781) – poeta epoki oświecenia, jezuita;
- Adam Mokrzecki (1856-1921) – generał dywizji;
- Stefan Mokrzecki (1862-1932) – generał dywizji;
- Zygmunt Mokrzecki (1865-1936) – entomolog, zoolog.